# Alberto de Carvalho
Alberto de Carvalho, né le 18 août 1956 à Luanda, en Angola, est un entraîneur angolais de basket-ball.

## Palmarès
- Champion d'Afrique 2007